# Ein Männlein steht im Walde

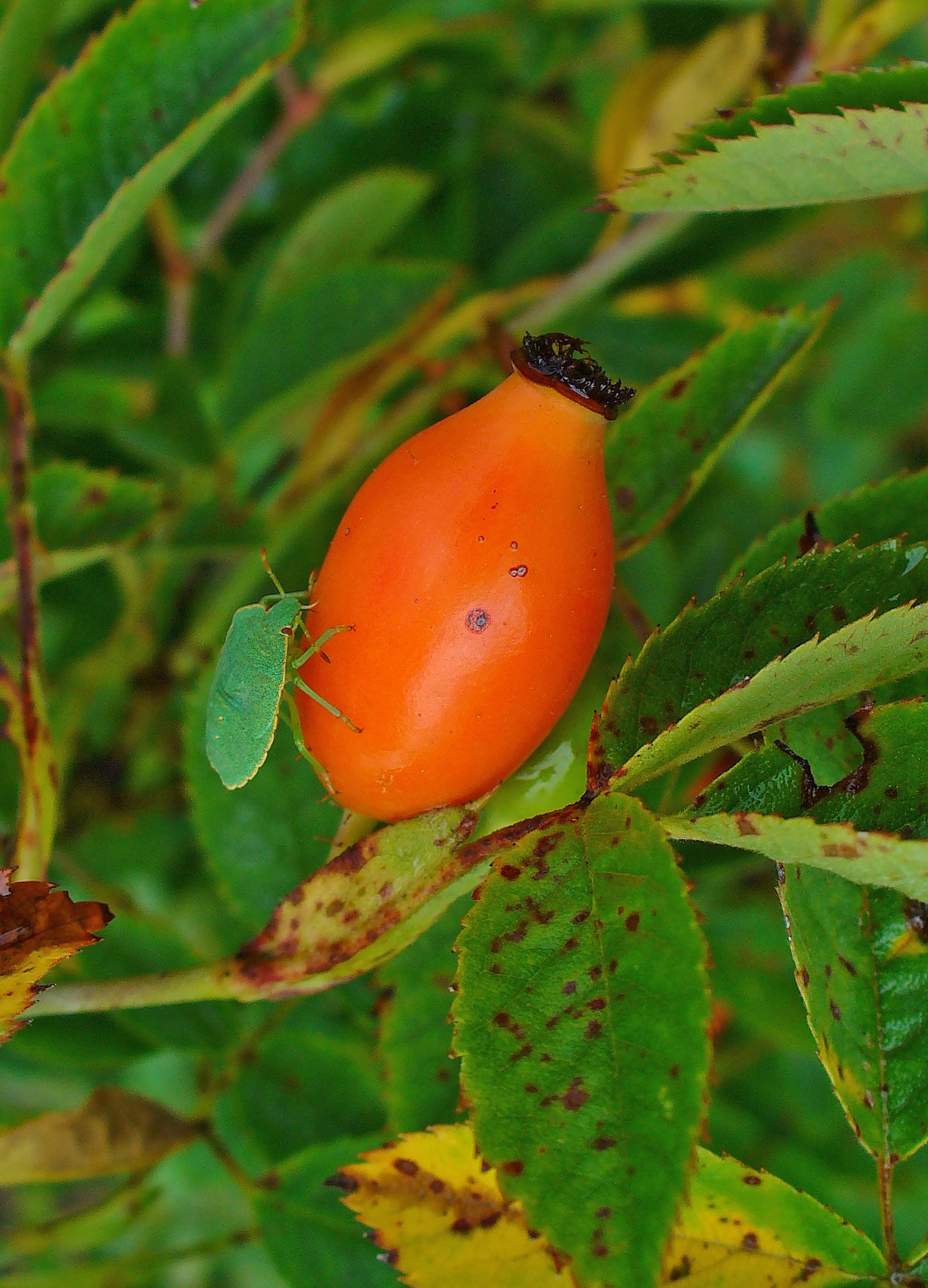
"mały człowiek" [...] może być tylko dziką różą lub grzybem Szatana.

Ein Männlein steht im Walde – jedna z wielu popularnych piosenek dla dzieci napisana przez Augusta Heinricha Hoffmanna von Fallerslebena w 1843 roku.

## Tekst
Ein Männlein steht im Walde ganz still und stumm,

Es hat von lauter Purpur ein Mäntlein um.

Sagt, wer mag das Männlein sein,

Das da steht im Wald allein

Mit dem purpurroten Mäntelein.

Das Männlein steht im Walde auf einem Bein

Und hat auf seinem Haupte schwarz Käpplein klein,

Sagt, wer mag das Männlein sein,

Das da steht im Wald allein

Mit dem kleinen schwarzen Käppelein?
mówiony:
Das Männlein dort auf einem Bein

Mit seinem roten Mäntelein

Und seinem schwarzen Käppelein

Kann nur die Hagebutte sein.

## Opis
Tekst jest tajemnicą; dowody wskazują jednostronnie na owoce dzikiej róży. Z drugiej strony do piosenki nawet pasuje muchomor jako rozwiązanie, to rozwiązanie jest zaproponowane przez Hansa-Josefa Irmena, który tak pisze:

W rzeczywistości, róża dzika nie rośnie sama w lesie, ale przynajmniej na skraju lasu po deszczu i jej owoce rosną razem liczne.
Hoffmann wyraża samotność w pierwszym wersecie w niewłaściwy sposób, każdy myśli przede o muchomorze. Tylko wtedy, jako kolejny dowód drugiej zwrotce jest "czarny kapelusz" wiadomo, to jest oczywiste, że jest z owoców dzikiej róży. Sprzeczność między dwoma wersetami sugerują, że poeta starał się zjednoczyć niekompatybilne szablony.

Z drugiej strony, zamiast przyjąć pomyłkę poety, mykolodzy przedstawiają borowika Szatana. We wcześniejszej formie ma on czarną czapkę i często fioletowy "płaszcz szatana". Zatem za wyjaśnienie przedmiotu w piosence można przyjąć grzyba Szatana.
Piosenka ma melodię ludową pochodzącą z Dolnego Renu w F-dur na 16 taktów oraz na 2/4 taktu. Powtórzenie melodii w piosence często nazywa się repryzami. W operze "Hänsel und Gretel" stworzonej przez Engelberta Humperdincka jest popularna jako prosta pieśń ludowa. Jednak jest ona uchylona we wspomnianej operze w ostatnim wierszu jako odpowiedź na zagadkę.